# Shattuara II
Shattuara II o Šattuara va ser rei de Mitanni cap a l'any 1280 aC. Era fill o nebot de Wasashatta, al que havia succeït.
Els assiris havien ocupat Hanigalbat, que era el nom del que quedava del regne Mitanni en aquell temps, i el rei dels hitites, Hattusilis III, havia reconegut el domini del rei assiri Adadnirari I sobre el territori. Quan Adadnirari va morir, després d'uns 30 anys de regnat, l'esperit de resistència contra els assiris encara era viu a Hanigalbat. En començar a regnar Salmanasar I potser l'any 1275 aC Šattuara es va rebel·lar contra Assíria amb l'ajut dels hitites i també dels nòmades akhlamu, membres d'unes tribus aramees. El seu exèrcit va ocupar els passos de muntanya i els pous i es va declarar en rebel·lia. Quan un exèrcit assiri va marxar contra ell, la manca d'aigua va fer difícil el camí però no va impedir la victòria assíria. El rei assiri diu en una estela que va matar 14.000 homes i la resta van ser cegats i enviats lluny. Els assiris "van ocupar 9 temples, van destruir 180 ciutats, i els exèrcits hurrites, hitites i dels akhlamu van ser degollats com a bens". Van ocupar també les ciutats de Taidu i Irridu i la muntanya de Kashiari a Eluhat, les fortaleses de Sudu i Harranu fins a Karkemish a l'Eufrates. Una inscripció esmenta la construcció d'un temple dedicat a Adad a la ciutat de Kahat que sens dubte també va ser ocupada. Això passava cap a l'any 1270 aC i va significar el final del regne. Es va deportar en part i es va semi-esclavitzar la població, i els documents assiris esmenten els "homes desarrelats" deportats de Mitanni, que es van enviar a cultivar unes llavors per produir "aliments pel bestiar i per ells mateixos". Entre els deportats s'anomena, per repartir civada entre les persones de Shududu al governador de la ciutat de Nahur, anomenat Meli Sah. A la zona del Balikh es va establir una línia de fortaleses contra els hitites. Mitanni va esdevenir la província de Khanigalbat sota el govern del príncep i gran visir Ili-ippada.